# A Manchester United FC 2016–2017-es szezonja
Ez a szócikk a Manchester United FC 2016–2017-es szezonjáról szól, amely a csapat 139. idénye volt fennállása óta, sorozatban 42. az angol első osztályban.

## Szezon előtti felkészülési mérkőzések
A 2016-17-es idényt megelőző nyáron a United Kínában mérkőzött meg a Wigan Athleticcel,  majd a svédországi Szuperjátékokon a török Galatasarayjal. A Wayne Rooney tiszteletére rendezett mérkőzésen 0–0-s döntetlent játszottak az Evertonnal az Old Traffordon.
| Dátum              | Ellenfél          | H / V | Eredmény | Góllövők                                                           | Nézőszám |
| ------------------ | ----------------- | ----- | -------- | ------------------------------------------------------------------ | -------- |
| 2016. július 16.   | Wigan Athletic    | V     | 2–0      | Keane 49', Pereira 58'                                             | 13,314   |
| 2016. július 22.   | Borussia Dortmund | H     | 1–4      | Mhitarján 59'                                                      | 38,285   |
| 2016. július 25.   | Manchester City   | H     |          | A mérkőzés elmaradt                                                |          |
| 2016. július 30.   | Galatasaray       | H     | 5–2      | Ibrahimović 4', Rooney (2) 55', 58' (bün.), Fellaini 62', Mata 74' | 30,200   |
| 2016. augusztus 3. | Everton           | H     | 0–0      |                                                                    | 58,597   |

## Community Shield
A szezon 2016. augusztus 7-én kezdődött a Wembleyben, a bajnoki címvédő Leicester City elleni Community Shield mérkőzéssel.
Ez volt José Mourinho első tétmérkőzése a United kispadján. A kupát a 2-1-es győzelem után elhódította a csapat, a gólszerzők Jesse Lingard és az egyik új igazolás, Zlatan Ibrahimović voltak.
| 2016. augusztus 7. 18:00 CEST |

| Leicester City | 1–2         | Manchester United           |
| -------------- | ----------- | --------------------------- |
| Vardy 52'      | Jegyzőkönyv | 32' Lingard 83' Ibrahimović |

| Wembley Stadion, London Nézőszám: 85 437 Játékvezető: Craig Pawson |

| Leicester City | Manchester United |

## Premier League
A Premier League-ben a 38 fordulót alatt 69 pontot szereztek (18 győzelem, 15 döntetlen és 5 vereség), gólkülönbségük +25 (54–29), ezzel pedig a hatodik helyen fejezték be a bajnokságot.
A Premier League 2016-17-es idénye 2016. augusztus 13-tól 2017. május 21-ig tartott.
| Dátum                | Ellenfél             | H / V | Végeredmény | Góllövők                                        | Nézőszám | Forduló utáni helyezés |
| -------------------- | -------------------- | ----- | ----------- | ----------------------------------------------- | -------- | ---------------------- |
| 2016. augusztus 14.  | Bournemouth          | V     | 3–1         | Mata 40', Rooney 59', Ibrahimović 64'           | 11,355   | 1.                     |
| 2016. augusztus 19.  | Southampton          | H     | 2–0         | Ibrahimović (2) 36', 52' (bün.)                 | 75,326   | 1.                     |
| 2016. augusztus 27.  | Hull City            | V     | 1–0         | Rashford 90+2'                                  | 24,560   | 2.                     |
| 2016. szeptember 10. | Manchester City      | H     | 1–2         | Ibrahimović 42'                                 | 75,272   | 3.                     |
| 2016. szeptember 18. | Watford              | V     | 1–3         | Rashford 62'                                    | 21,118   | 7.                     |
| 2016. szeptember 24. | Leicester City       | H     | 4–1         | Smalling 22', Mata 37', Rashford 40', Pogba 42' | 75,256   | 6.                     |
| 2016. október 2.     | Stoke City           | H     | 1–1         | Martial 69'                                     | 75,251   | 6.                     |
| 2016. október 17.    | Liverpool            | V     | 0–0         |                                                 | 52,769   | 7.                     |
| 2016. október 23.    | Chelsea              | V     | 0–4         |                                                 | 41,424   | 7.                     |
| 2016. október 29.    | Burnley              | H     | 0–0         |                                                 | 75,325   | 8.                     |
| 2016. november 6.    | Swansea City         | V     | 3–1         | Pogba 15', Ibrahimović (2) 21', 33'             | 20,938   | 6.                     |
| 2016. november 19.   | Arsenal              | H     | 1–1         | Mata 68'                                        | 75,264   | 6.                     |
| 2016. november 27.   | West Ham United      | H     | 1–1         | Ibrahimović 21'                                 | 75,314   | 6.                     |
| 2016. december 4.    | Everton              | V     | 1–1         | Ibrahimović 42'                                 | 39,550   | 6.                     |
| 2016. december 11.   | Tottenham Hotspur    | H     | 1–0         | Mhitarján 29'                                   | 75,271   | 6.                     |
| 2016. december 14.   | Crystal Palace       | V     | 2–1         | Pogba 45+2', Ibrahimović 88'                    | 25,547   | 6.                     |
| 2016. december 17.   | West Bromwich Albion | V     | 2–0         | Ibrahimović (2) 5', 56'                         | 26,308   | 6.                     |
| 2016. december 26.   | Sunderland           | H     | 3–1         | Blind 39', Ibrahimović 82', Mhitarján 86'       | 75,325   | 6.                     |
| 2016. december 31.   | Middlesbrough        | H     | 2–1         | Martial 85', Pogba 86'                          | 75,314   | 6.                     |
| 2017. január 2.      | West Ham United      | v     | 2–0         | Mata 63', Ibrahimović 78'                       | 56,996   | 6.                     |
| 2017. január 15.     | Liverpool            | H     | 1–1         | Ibrahimović 84'                                 | 75,276   | 6.                     |
| 2017. január 21.     | Stoke City           | v     | 1–1         | Rooney 90+4'                                    | 27,423   | 6.                     |
| 2017. február 1.     | Hull City            | H     | 0–0         |                                                 | 75,297   | 6.                     |
| 2017. február 5.     | Leicester City       | V     | 3–0         | Mhitarján 42', Ibrahimović 44', Mata 49'        | 32,072   | 6.                     |
| 2017. február 11.    | Watford              | H     | 2–0         | Mata 32', Martial 60'                           | 75,301   | 6.                     |
| 2017. március 4.     | Bournemouth          | H     | 1–1         | Rojo 23'                                        | 75,245   | 6.                     |
| 2017. március 19.    | Middlesbrough        | V     | 3–1         | Fellaini 30', Lingard 62', Valencia '90+3       | 32,689   | 5.                     |
| 2017. április 1.     | West Bromwich Albion | H     | 0–0         |                                                 | 75,397   | 5.                     |
| 2017. április 4.     | Everton              | H     | 1–1         | Ibrahimović 90+4' (bün.)                        | 75,272   | 6.                     |
| 2017. április 9.     | Sunderland           | V     | 3–0         | Ibrahimović 30', Mhitarján 46', Rashford 89'    | 43,779   | 5.                     |
| 2017. április 16.    | Chelsea              | H     | 2–0         | Rashford 7', Herrera 49'                        | 75,272   | 5.                     |
| 2017. április 23.    | Burnley              | V     | 2–0         | Martial 21', Rooney 39'                         | 21,870   | 5.                     |
| 2017. április 27.    | Manchester City      | V     | 0–0         |                                                 | 54,176   | 5.                     |
| 2017. április 30.    | Swansea City         | H     | 1–1         | Rooney 45+3' (bün.)                             | 75,271   | 5.                     |
| 2017. május 7.       | Arsenal              | V     | 0–2         |                                                 | 60,055   | 5.                     |
| 2017. május 14.      | Tottenham Hotspur    | V     | 1–2         | Rooney 71'                                      | 31,848   | 6.                     |
| 2017. május 17.      | Southampton          | V     | 0–0         |                                                 | 31,425   | 6.                     |
| 2017. május 21.      | Crystal Palace       | H     | 2–0         | Harrop 15', Pogba 19'                           | 75,254   | 6.                     |

## Tabella
| #   | Csapat               | M  | GY | D  | V  | G+ – G– | GK  | P  | Megjegyzések       |
| --- | -------------------- | -- | -- | -- | -- | ------- | --- | -- | ------------------ |
| 1.  | Chelsea (B)          | 38 | 30 | 3  | 5  | 85–33   | +52 | 93 | BL–csoportkör      |
| 2.  | Tottenham Hotspur    | 38 | 26 | 8  | 4  | 86–26   | +60 | 86 | BL–csoportkör      |
| 3.  | Manchester City      | 38 | 23 | 9  | 6  | 80–39   | +41 | 78 | BL–csoportkör      |
| 4.  | Liverpool            | 38 | 22 | 10 | 6  | 78–42   | +36 | 76 | BL–rájátszás       |
| 5.  | Arsenal (KGY)        | 38 | 23 | 6  | 9  | 77–44   | +33 | 75 | EL–csoportkör      |
| 6.  | Manchester United    | 38 | 18 | 15 | 5  | 54–29   | +25 | 69 | EL–rájátszás       |
| 7.  | Everton              | 38 | 17 | 10 | 11 | 62–44   | +18 | 61 | EL–3. selejtezőkör |
| 8.  | Southampton          | 38 | 12 | 10 | 16 | 41–48   | −7  | 46 |                    |
| 9.  | Bournemouth          | 38 | 12 | 10 | 16 | 55–67   | −12 | 46 |                    |
| 10. | West Bromwich Albion | 38 | 12 | 9  | 17 | 43–51   | −8  | 45 |                    |
| 11. | West Ham United      | 38 | 12 | 9  | 17 | 47–64   | −17 | 45 |                    |
| 12. | Leicester City CV    | 38 | 12 | 8  | 18 | 48–63   | −15 | 44 |                    |
| 13. | Stoke City           | 38 | 11 | 11 | 16 | 41–56   | −15 | 44 |                    |
| 14. | Crystal Palace       | 38 | 12 | 5  | 21 | 50–63   | −13 | 41 |                    |
| 15. | Swansea City         | 38 | 12 | 5  | 21 | 45–70   | −25 | 41 |                    |
| 16. | Burnley Ú            | 38 | 11 | 7  | 20 | 39–55   | −16 | 40 |                    |
| 17. | Watford              | 38 | 11 | 7  | 20 | 40–68   | −28 | 40 |                    |
| 18. | Hull City Ú (K)      | 38 | 9  | 7  | 22 | 37–80   | −43 | 34 | Championship       |
| 19. | Middlesbrough Ú (K)  | 38 | 5  | 13 | 20 | 27–53   | −26 | 28 | Championship       |
| 20. | Sunderland (K)       | 38 | 6  | 6  | 26 | 29–69   | −40 | 24 | Championship       |

Utolsó frissítés: 2017. május 20. 
Forrás: premierleague.com 
A rangsorolás alapszabályai: 1. összpontszám, 2. egymás elleni eredmények összpontszáma, 3. gólkülönbség, 4. szerzett gólok száma.
(B): Bajnokcsapat, (K): Kieső csapat, (F): Feljutó csapat, (I): Kupainduló, (R): A rájátszás győztese, (KGY): Kupagyőztes

## FA-kupa
Az FA-kupában 2017. január 7-én játszottak először, a sorsolás szerint a Championshipben szereplő Reading csapatával, akiknek Jaap Stam, a Unitedet 1998 és 2001 között szolgáló egykori védő volt az edzőjük A mérkőzés 4-0-s hazai győzelemmel ért véget, Wayne Rooney beállította Bobby Charlton 249 gólos csúcsát. Január 29-én, a negyedik fordulóban a Wigan Athletic volt az ellenfél hazai pályán. A Manchester United 4–0-ra nyert, fölényes győzelemmel jutott a következő körbe. Február 19-én a Blackburn Rovers csapatával játszottak idegenben, és bár a Rovers vezetést szerzett Danny Graham góljával, Marcus Rashford még az első félidőben egyenlített, majd a csereként beálló Ibrahimović a győztes gólt is megszerezte a 75. percben. A svéd csatár eltiltását töltötte a Chelsea FC elleni negyeddöntő idején. José Mourinho egykori csapata Ander Herrera 35. percben való kiállítása után mezőnyfölénybe került és N'Golo Kanté góljával 1-0-ra megnyerték a találkozót.
| Dátum             | Forduló     | Ellenfél         | H / V | Végeredmény | Góllövők                                                      | Nézőszám |
| ----------------- | ----------- | ---------------- | ----- | ----------- | ------------------------------------------------------------- | -------- |
| 2017. január 7.   | 3. forduló  | Reading          | H     | 4–0         | Rooney 7', Martial 15', Rashford (2) 75', 79'                 | 74,396   |
| 2017. január 29.  | 4. forduló  | Wigan Athletic   | H     | 4–0         | Fellaini 44', Smalling 57', Mhitarján 74', Schweinsteiger 81' | 75,229   |
| 2017. február 19. | 5. forduló  | Blackburn Rovers | V     | 2–1         | Rashford 27', Ibrahimović 75'                                 | 23,130   |
| 2017. március 11. | Negyeddöntő | Chelsea          | V     | 0–1         |                                                               | 40,801   |

## EFL Cup
A Ligakupában a második körben, 2016 szeptemberében kezdtek a harmadosztályú Northampton Town FC ellen, idegenben (1–3).
Október 26-án a városi rivális Manchester City FC-t fogadták az Old Traffordon a negyedik fordulóban, a legjobb nyolc közé jutásért. Az első félidő eseménytelensége után a második játékrészben a hazai pályán játszó United többet tett a győzelemért, és Juan Mata 53. percben lőtt góljával megnyerte a városi rangadót. Az ötödik fordulóban a West Ham United volt a United ellenfele november 30-án. Zlatan Ibrahimović és Anthony Martial is duplázni tudott, míg a WHU gólját a volt Manchester United-játékos Ashley Fletcher szerezte a 35. percben.
Az elődöntőben két mérkőzéses párharc során a Hull Cityvel mérte össze erejét José Mourinho csapata. Az első találkozót 2017. január 10-én az Old Traffordon rendezték és a manchesteriek két gólos előnyt szereztek a visszavágóra. A 2-0-s győzelmet hozó mérkőzésen Mata és Fellaini volt eredményes. Február 26-án a Wembley Stadionban rendezett fináléban a Southampton volt az ellenfél, és a mérkőzés 19. percében Ibrahimović szabadrúgásból megszerezte a vezetést José Mourinho csapatának. Az előnyt Jesse Lingard növelte, majd a szünet előtt Manolo Gabbiadini révén szépített a Southampton. A második félidő harmadik percében újra az olasz csatár volt eredményes, az állás pedig 2-2-re alakult. Ezt követően felváltva veszélyeztettek a csapatok, a Szentek Oriol Romeu révén kapufáig jutottak, míg percekkel később egy kontra végén Ibrahimović megszerezte a második gólját, a Manchester United pedig története ötödik Ligakupa-trófeáját.
| Dátum                | Forduló                 | Ellenfél         | H / V           | Végeredmény | Góllövők                                        | Nézőszám |
| -------------------- | ----------------------- | ---------------- | --------------- | ----------- | ----------------------------------------------- | -------- |
| 2016. szeptember 21. | 3. forduló              | Northampton Town | A               | 3–1         | Carrick 17', Herrera 68', Rashford 75'          | 7,798    |
| 2016. október 26.    | 4. forduló              | Manchester City  | H               | 1–0         | Mata 54'                                        | 74,196   |
| 2016. november 28.   | 5. forduló              | West Ham United  | H               | 4–1         | Ibrahimović (2) 2', 90+3', Martial (2) 48', 62' | 65,269   |
| 2017. január 10.     | Elődöntől Első mérkőzés | Hull City        | H               | 2–0         | Mata 56', Fellaini 87'                          | 65,798   |
| 2017. január 26.     | Elődöntő Visszavágó     | Hull City        | A               | 1–2         | Pogba 66'                                       | 16,831   |
| 2017. február 26.    | Döntő                   | Southampton      | Wembley Stadion | 3–2         | Ibrahimović (2) 19', 87', Lingard 38'           | 85,264   |

## Európa-liga

### Csoportkör
A csapat az előző, 2015–16-os szezonban megnyerte az FA-kupát, így kvalifikálta magát a 2016–2017-es Európa-liga küzdelmeibe, ahol  a csoportmérkőzések fázisában játszották első mérkőzésüket. Az augusztus 26-ai sorsoláson a United ellenfélként a török bajnoki ezüstérmes Fenerbahçét, a holland kupagyőztes Feyenoordot, és az ukrán bajnokságban negyedik helyen végző Zorja Luhanszk csapatát kapta. Az Ukarjnában zajló háborús események miatt utóbbi csapat az Odesszában található Csornomorec Stadionban játssza hazai mérkőzéseit.
| Dátum                | Ellenfél       | H / V | Végeredmény | Góllövők                                                     | Nézőszám | Csoportban elfoglalt helyezés |
| -------------------- | -------------- | ----- | ----------- | ------------------------------------------------------------ | -------- | ----------------------------- |
| 2016. szeptember 15. | Feyenoord      | V     | 0–1         |                                                              | 31,000   | 4.                            |
| 2016. szeptember 29. | Zorja Luhanszk | H     | 1–0         | Ibrahimović 69'                                              | 58,179   | 3.                            |
| 2016. október 20.    | Fenerbahçe     | H     | 4–1         | Pogba (2) 31' (bün.), 45+2', Martial 34' (bün.), Lingard 48' | 71,000   | 2.                            |
| 2016. november 3.    | Fenerbahçe     | V     | 1–2         | Rooney 89'                                                   | 35,378   | 3.                            |
| 2016. november 24.   | Feyenoord      | H     | 4–0         | Rooney 35', Mata 69', Jones 75' (Öngól), Lingard 90+2'       | 64,628   | 2.                            |
| 2016. december 8.    | Zorja Luhanszk | V     | 0–2         | Mhitarján 48', Ibrahimović 88'                               |          | 2.                            |

### A csoport
| Hely. | Csapat            | M | Gy | D | V | G+ | G– | Gk | P  | Továbbjutás                                |     | FEN | MU  | FEY | ZOR |
| ----- | ----------------- | - | -- | - | - | -- | -- | -- | -- | ------------------------------------------ | --- | --- | --- | --- | --- |
| 1.    | Fenerbahçe SK     | 6 | 4  | 1 | 1 | 8  | 6  | +2 | 13 | Továbbjutott az egyenes kieséses szakaszba |     | —   | 2–1 | 1–0 | 2–0 |
| 2.    | Manchester United | 6 | 4  | 0 | 2 | 12 | 4  | +8 | 12 | Továbbjutott az egyenes kieséses szakaszba |     | 4–1 | —   | 4–0 | 1–0 |
| 3.    | Feyenoord         | 6 | 2  | 1 | 3 | 3  | 7  | −4 | 7  |                                            |     | 0–1 | 1–0 | —   | 1–0 |
| 4.    | Zorja Luhanszk    | 6 | 0  | 2 | 4 | 2  | 8  | −6 | 2  |                                            | 1–1 | 0–2 | 1–1 | —   |     |

### Egyenes kieséses szakasz

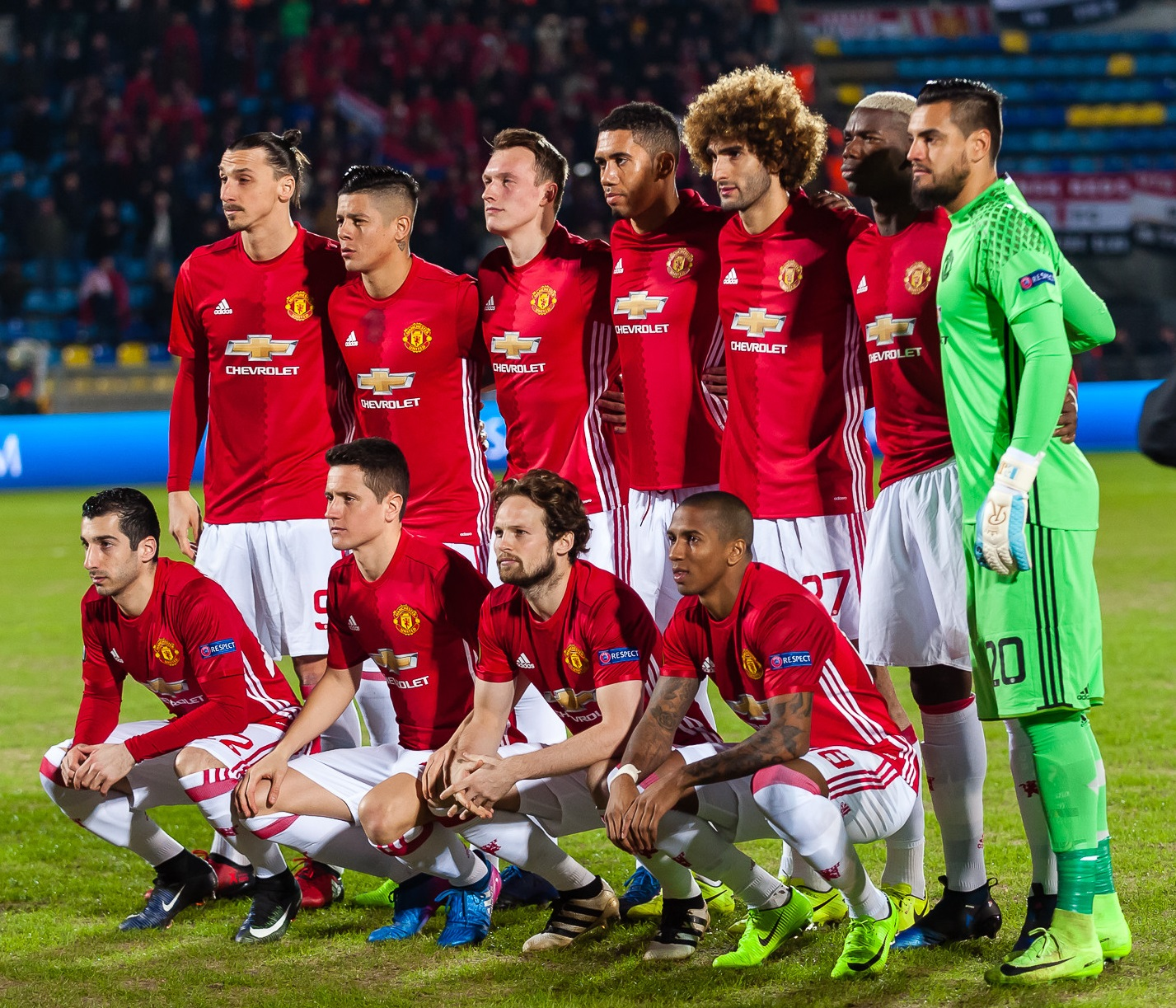
A Manchester United játékosai a Rosztov ellen mérkőzés előtt

Az egyenes kieséses szakaszba az Európa-liga csoportkör csoportjainak első két helyezettje, valamint az UEFA-bajnokok ligája csoportkör csoportjainak harmadik helyezettjei jutottak be.
A december 12-ei sorsoláson a francia Saint-Étienne lett a United következő ellenfele. A találkozó pikantériája volt, hogy Paul Pogba bátyja, Florentin a zöld-fehérek játékosa, így a két testvér több párharcot is vívott a két mérkőzés folyamán. Ezt megelőzően a Manchester United és a Saint-Étienne az 1977–1978-as kupagyőztesek Európa-kupája sorozatban találkozott akkor az angolok 3–1-es összesítéssel jutottak tovább. Az első mérkőzése az Old Traffordon Ibrahimović mesterhármasával eldöntötte a továbbjutás kérdését a hazai csapat. A franciaországi visszavágót Mhitarján góljával nyerték meg 1-0 arányban.
A nyolcaddöntőben az orosz FK Rosztov volt a Vörös Ördögök ellenfele. Március 9-én, az oroszországi első mérkőzésen egy eléggé rossz talajú pályán döntetlent harcolt ki a United, akik Mhitarján góljával megszerezték a vezetést, de egy védelmi hiba után Aleksandr Bukharov egyenlített. Nyolc nap múlva a visszavágó is szoros mérkőzést hozott, melyet a hazai csapat Mata góljával megnyert ugyan 1–0-ra, de Sergio Romerónak több nagy bravúrt is be kellett mutatnia a mérkőzés folyamán.
A negyeddöntőben a belga Anderlecht volt az ellenfél, és az első mérkőzésen kiharcolt 1–1-es döntetlen után hazai pályán hosszabbítás után 2–1-re győzött a United, így bejutott a sorozat elődöntőjébe. Az elődöntő első mérkőzésén május 4-én a spanyol Celta Vigo otthonában lépett pályára a United és bár a sérült Ibrahimovićra nem számíthatott José Mourinho, illetve a hazaiak előtt is adódott több gólhelyzet, a találkozót a manchesteriek nyerték meg 1–0-ra Marcus Rashford szabadrúgás góljával. A stockholmi Friends Arénában rendezett döntőben a AFC Ajaxot győzték le 2–0-ra Pogba és Mhitarján góljaival.
| Dátum             | Forduló                                  | Ellenfél      | H / V | Végeredmény | Góllövő                              | Nézőszám |
| ----------------- | ---------------------------------------- | ------------- | ----- | ----------- | ------------------------------------ | -------- |
| 2017. február 16. | A legjobb 16 közé jutásért első mérkőzés | Saint-Étienne | H     | 3–0         | Ibrahimović (3) 15', 75', 88' (bün.) | 67,192   |
| 2017. február 22. | A legjobb 16 közé jutásért visszavágó    | Saint-Étienne | V     | 1–0         | Mhitarján 16'                        | 41,492   |
| 2017. március 9.  | Nyolcaddöntő első mérkőzés               | FK Rosztov    | V     | 1–1         | Mhitarján 35'                        | 14,223   |
| 2017. március 16. | Nyolcaddöntő visszavágó                  | FK Rosztov    | H     | 1–0         | Mata 70'                             | 64,361   |
| 2017. április 13. | Negyeddöntő Első mérkőzés                | Anderlecht    | V     | 1–1         | Mhitarján 36'                        | 20,000   |
| 20 April 2017     | Negyeddöntő visszavágó                   | Anderlecht    | H     | 2–1 (h.u.)  | Mhitarján 10', Rashford 107'         | 71,496   |
| 2017. május 4.    | Elődöntő első mérkőzés                   | Celta Vigo    | V     | 1–0         | Rashford 67'                         | 26,202   |
| 2017. május 11.   | Elődöntő visszavágó                      | Celta Vigo    | H     | 1–1         | Fellaini 17'                         | 75,138   |
| 2017. május 24.   | Döntő                                    | Ajax          | S     | 2–0         | Pogba 18', Mhitarján 48'             | 46,961   |

## Statisztika
| Mezszám | Poszt | Név                       | Bajnokság     | Bajnokság | FA-kupa       | FA-kupa | Ligakupa      | Ligakupa | Európa-liga   | Európa-liga | Egyéb         | Egyéb | Összesen      | Összesen | Lapok | Lapok |
| Mezszám | Poszt | Név                       | Pályára lépés | Gólok     | Pályára lépés | Gólok   | Pályára lépés | Gólok    | Pályára lépés | Gólok       | Pályára lépés | Gólok | Pályára lépés | Gólok    |       |       |
| ------- | ----- | ------------------------- | ------------- | --------- | ------------- | ------- | ------------- | -------- | ------------- | ----------- | ------------- | ----- | ------------- | -------- | ----- | ----- |
| 1       | GK    | David de Gea              | 35            | 0         | 1             | 0       | 5             | 0        | 3             | 0           | 1             | 0     | 45            | 0        | 2     | 0     |
| 3       | DF    | Eric Bailly               | 24(1)         | 0         | 0             | 0       | 1             | 0        | 11            | 0           | 1             | 0     | 37(1)         | 0        | 7     | 2     |
| 4       | DF    | Phil Jones                | 18            | 0         | 1(1)          | 0       | 3             | 0        | 3             | 0           | 0             | 0     | 25(1)         | 0        | 3     | 0     |
| 5       | DF    | Marcos Rojo               | 18(3)         | 1         | 4             | 0       | 5             | 0        | 8(2)          | 0           | 0(1)          | 0     | 35(6)         | 1        | 5     | 0     |
| 6       | MF    | Paul Pogba                | 29(1)         | 5         | 1(1)          | 0       | 4             | 1        | 15            | 3           | 0             | 0     | 49(2)         | 9        | 10    | 0     |
| 7       | FW    | Memphis Depay             | 0(4)          | 0         | 0             | 0       | 1             | 0        | 0(3)          | 0           | 0             | 0     | 1(7)          | 0        | 1     | 0     |
| 8       | MF    | Juan Mata                 | 19(6)         | 6         | 2(1)          | 0       | 3             | 2        | 9(1)          | 2           | 0(1)          | 0     | 32(9)         | 10       | 5     | 0     |
| 9       | FW    | Zlatan Ibrahimović        | 27(1)         | 17        | 0(1)          | 1       | 4(1)          | 4        | 9(2)          | 5           | 1             | 1     | 41(4)         | 28       | 8     | 0     |
| 10      | FW    | Wayne Rooney (c)          | 15(10)        | 6         | 2             | 1       | 3(1)          | 0        | 4(3)          | 2           | 1             | 0     | 25(14)        | 8        | 9     | 0     |
| 11      | FW    | Anthony Martial           | 18(7)         | 4         | 3             | 1       | 2(1)          | 2        | 4(6)          | 1           | 1             | 0     | 28(14)        | 8        | 3     | 0     |
| 12      | DF    | Chris Smalling            | 13(5)         | 1         | 4             | 1       | 4             | 0        | 8(2)          | 0           | 0             | 0     | 29(7)         | 2        | 0     | 0     |
| 14      | MF    | Jesse Lingard             | 18(7)         | 1         | 1(1)          | 0       | 2(2)          | 1        | 6(4)          | 2           | 1             | 1     | 28(14)        | 5        | 6     | 0     |
| 15      | MF    | Adnan Januzaj             | 0             | 0         | 0             | 0       | 0             | 0        | 0             | 0           | 0             | 0     | 0             | 0        | 0     | 0     |
| 16      | MF    | Michael Carrick (vc)      | 18(5)         | 0         | 2             | 0       | 4(1)          | 1        | 5(2)          | 0           | 1             | 0     | 30(8)         | 1        | 1     | 0     |
| 17      | DF    | Daley Blind               | 21(3)         | 1         | 1             | 0       | 2(1)          | 0        | 10(1)         | 0           | 1             | 0     | 35(5)         | 1        | 4     | 0     |
| 18      | MF    | Ashley Young              | 8(4)          | 0         | 3             | 0       | 1             | 0        | 3(4)          | 0           | 0             | 0     | 15(8)         | 0        | 5     | 0     |
| 19      | FW    | Marcus Rashford           | 16(16)        | 5         | 3             | 3       | 3(3)          | 1        | 8(3)          | 2           | 0(1)          | 0     | 30(23)        | 11       | 3     | 0     |
| 20      | GK    | Sergio Romero             | 2             | 0         | 3             | 0       | 1             | 0        | 12            | 0           | 0             | 0     | 18            | 0        | 0     | 0     |
| 21      | MF    | Ander Herrera             | 27(4)         | 1         | 2(1)          | 0       | 6             | 1        | 9             | 0           | 0(1)          | 0     | 44(6)         | 2        | 13    | 2     |
| 22      | MF    | Henrih Mhitarján          | 14(9)         | 4         | 3             | 1       | 2             | 0        | 10(1)         | 6           | 0(1)          | 0     | 29(11)        | 11       | 4     | 0     |
| 23      | DF    | Luke Shaw                 | 9(2)          | 0         | 1             | 0       | 2             | 0        | 4             | 0           | 1             | 0     | 17(2)         | 0        | 1     | 0     |
| 24      | DF    | Timothy Fosu-Mensah       | 1(3)          | 0         | 1(1)          | 0       | 1             | 0        | 1(3)          | 0           | 0             | 0     | 4(7)          | 0        | 1     | 0     |
| 25      | MF    | Antonio Valencia          | 28(1)         | 1         | 1             | 0       | 3             | 0        | 8(1)          | 0           | 1             | 0     | 41(2)         | 1        | 7     | 0     |
| 27      | MF    | Marouane Fellaini         | 18(10)        | 1         | 2(1)          | 1       | 0(5)          | 1        | 7(3)          | 1           | 1             | 0     | 28(19)        | 4        | 9     | 1     |
| 28      | MF    | Morgan Schneiderlin       | 0(3)          | 0         | 0             | 0       | 1(1)          | 0        | 2             | 0           | 0(1)          | 0     | 3(5)          | 0        | 1     | 0     |
| 31      | MF    | Bastian Schweinsteiger    | 0             | 0         | 1(1)          | 1       | 0(1)          | 0        | 0(1)          | 0           | 0             | 0     | 1(3)          | 1        | 0     | 0     |
| 32      | GK    | Sam Johnstone             | 0             | 0         | 0             | 0       | 0             | 0        | 0             | 0           | 0             | 0     | 0             | 0        | 0     | 0     |
| 35      | MF    | Demetri Mitchell          | 1             | 0         | 0             | 0       | 0             | 0        | 0             | 0           | 0             | 0     | 1             | 0        | 0     | 0     |
| 36      | DF    | Matteo Darmian            | 15(3)         | 0         | 2             | 0       | 2             | 0        | 7             | 0           | 0             | 0     | 26(3)         | 0        | 3     | 0     |
| 38      | DF    | Axel Tuanzebe             | 4             | 0         | 0(1)          | 0       | 0             | 0        | 0             | 0           | 0             | 0     | 4(1)          | 0        | 0     | 0     |
| 39      | MF    | Scott McTominay           | 1(1)          | 0         | 0             | 0       | 0             | 0        | 0             | 0           | 0             | 0     | 1(1)          | 0        | 1     | 0     |
| 40      | GK    | Joel Castro Pereira       | 1             | 0         | 0(1)          | 0       | 0             | 0        | 0             | 0           | 0             | 0     | 1(1)          | 0        | 0     | 0     |
| 43      | DF    | Cameron Borthwick-Jackson | 0             | 0         | 0             | 0       | 0             | 0        | 0             | 0           | 0             | 0     | 0             | 0        | 0     | 0     |
| 44      | MF    | Andreas Pereira           | 0             | 0         | 0             | 0       | 0             | 0        | 0             | 0           | 0             | 0     | 0             | 0        | 0     | 0     |
| 46      | FW    | Josh Harrop               | 1             | 1         | 0             | 0       | 0             | 0        | 0             | 0           | 0             | 0     | 1             | 1        | 0     | 0     |
| 47      | MF    | Angel Gomes               | 0(1)          | 0         | 0             | 0       | 0             | 0        | 0             | 0           | 0             | 0     | 0(1)          | 0        | 0     | 0     |
| —       | —     | Öngól                     | –             | 0         | –             | 0       | –             | 0        | –             | 1           | –             | 0     | –             | 1        | –     | –     |

2017. május 24-én frissítve

## Átigazolások

### Érkezők
| Dátum              | Poszt | Név                | Honnan              | Ár     |
| ------------------ | ----- | ------------------ | ------------------- | ------ |
| 2016. június 6.    | DF    | Eric Bailly        | Villarreal          | £30m   |
| 2016. július 1.    | FW    | Zlatan Ibrahimović | Paris Saint-Germain | Ingyen |
| 2016. július 6.    | MF    | Henrih Mhitarján   | Borussia Dortmund   | £27m   |
| 2016. augusztus 9. | MF    | Paul Pogba         | Juventus            | £89m   |

### Távozók
| Dátum               | Poszt | Név                    | Hová                | Ár         |
| ------------------- | ----- | ---------------------- | ------------------- | ---------- |
| 2016. június 10.    | K     | George Dorrington      | lejárt a szerződése | ingyen     |
| 2016. június 10.    | K     | Víctor Valdés          | lejárt a szerződése | ingyen     |
| 2016. június 10.    | KP    | Nick Powell            | lejárt a szerződése | ingyen     |
| 2016. június 10.    | KP    | Oliver Rathbone        | ingyen              | ingyen     |
| 2016. július 12.    | V     | Tyler Reid             | Swansea City        | Nincs adat |
| 2016. július 12.    | KP    | Joe Rothwell           | Oxford United       | ingyen     |
| 2016. július 12.    | CS    | Ashley Fletcher        | West Ham United     | ingyen     |
| 2016. július 13.    | V     | Jimmy Dunne            | Burnley             | ingyen     |
| 2016. július 13.    | K     | Oliver Byrne           | Cardiff City        | ingyen     |
| 2016. augusztus 11. | V     | Paddy McNair           | Sunderland          | £5.5m      |
| 2016. augusztus 11. | V     | Donald Love            | Sunderland          | £5.5m      |
| 2016. augusztus 22. | V     | Tyler Blackett         | Reading             | Nincs adat |
| 2016. augusztus 30. | CS    | Will Keane             | Hull City           | Nincs adat |
| 2016. augusztus 31. | KP    | James Weir             | Hull City           | Nincs adat |
| 2017. január 12.    | KP    | Morgan Schneiderlin    | Everton             | £24m       |
| 2017. január 20.    | CS    | Memphis Depay          | Lyon                | €25m       |
| 2017. január 28.    | KP    | Sean Goss              | Queens Park Rangers | £500.000   |
| 2017. február 2.    | V     | Sadiq El Fitouri       | Chesterfield        | ingyen     |
| 2017. március 29.   | KP    | Bastian Schweinsteiger | Chicago Fire        | Nincs adat |

1. ↑  Dorrington később aláírt a Huddersfield Townhoz.[27]
2. ↑  Valdés később aláírt a Middlesbroughhoz.[29]
3. ↑  Powell később aláírt a Wigan Athletichez.[31]
4. ↑  Rathbone később aláírt a Rochdalehez.[32]